# Adolf Robinson
Adolf Robinson   (Ivano-Frankivsk, 8 de juliol de 1838 - Viena, 25 d'agost de 1920) va ser un baríton austríac que va exercir una important carrera d'òpera durant la segona meitat del segle xix. El seu extens repertori escènic contenia nombrosos papers wagnerians com Wotan al The Ring Cycle i Hans Sachs a Die Meistersinger von Nürnberg. Altres aspectes destacats de la seva carrera inclouen els personatges de Rossini a Guillaume Tell, i de Mozart, Don Giovanni, de Verdi, Rigoletto, de Hérold, Zampa, i d'Heinrich Marschner, Der Templer und die Jüdin.
Robinson va ser estudiant de Proch i Levy a Viena i es va formar a la famosa escola de cant de Francesco Lamperti a Milà. En 1857 va fer el seu debut al teatre de Olomouc com Carlo a Ernani de Verdi. A partir de 1862, va cantar a Graz a l'Òpera de Berlín. Va tenir compromisos al teatre dels alemanys de Praga, a la Casa de l'Òpera d'Hamburg, al teatre municipal de Breslau i al teatre municipal de Bremen. Al mateix temps, va deixar el treball després d'una extensa aparició com a convidat a les òperes del món de parla alemanya. Quatre vegades va viatjar a Amèrica del Nord, on el 1884–89 va actuar a l'òpera metropolitana de Nova York amb gran èxit. Allà va cantar el 1887 en l'estrena de l'òpera de Victor Nessler Der Trompeter von Säkkingen.
El 25 de gener de 1888 va interpretar el paper de Gunther a l'estrena nord-americana de Wagner, Götterdämmerung. També va aparèixer com a Kurwenal a l'estrena de Tristan und Isolde a la ciutat de Nova York el 1886. Altres aparicions de convidat a Amèrica del Nord van incloure actuacions a Boston, Filadèlfia, Chicago, Cincinnati, Sant Lluís i San Francisco.
A partir de 1892, Robinson va viure a Brno i va ingressar a l'òpera local com a convidat, però es va dedicar a activitats educatives intensives. Es va establir finalment com a professor a Viena; els seus alumnes més famosos van ser els tenors Leo Slezak i Rudolf Berger.
La seva dona, Leonora Robinson (nascuda a Leonore Hahn Edle von Hahnenheim), també va ser cantant d'òpera. Havia estat ensenyada per la senyora Marschner al Conservatori de Viena i el 1869 va debutar a l'òpera de la cort de Viena. Posteriorment va venir al teatre d'òpera d'Hamburg i va acompanyar el seu marit durant les seves presentacions de convidats a Alemanya, Amsterdam, Londres i els Estats Units, on va cantar papers com Donna Anna a Don Giovanni i Leonore a Fidelio. També va aparèixer a l'Òpera metropolitana. Entre 1882 i 83 va participar en una gira europea amb el Teatre Wagner itinerant i l'empresari Angelo Neumann. Dues filles de la parella cantant van tenir una carrera professional: Ada von Westhofen-Robinson (1878-1914) i Louise Robinson (1884-1934).